# سفيان بن عبد الله الكندي
سفيان بن عبد الله الكندي والي البصرة أيام سليمان بن عبد الملك.